# اس‌اس آشوری‌ها (۱۹۱۴)
اس‌اس آشوری‌ها (۱۹۱۴) (به انگلیسی: SS Assyrian (1914)) یک زیردریایی بود که طول آن ۳۳۲٫۰ فوت (۱۰۱٫۲ متر) بود. این زیردریایی در سال ۱۹۱۴ ساخته شد.